# Sony dsc-hx1
Sony Cyber-shot DSC-HX1 é uma câmera fotogrática compacta da série H fabricada pela Sony.
Algumas caractaristicas da DSC-HX1 são:
- 9.1 megapixeis efetivos
- 20x de Zoom ótico
- Macro 1 cm
- Função varredura panorâmica
- Vídeo de Alta Definição (HD) a 30fps por 29 minutos
- Detector de rostos
- Detector de sorrisos
- Função anti-piscadela
- Sensibilidade elevada (ISO Auto, 80, 100, 200, 400, 800, 1600, 3200)
- AF de ponto flexível
- LCD de 3,0"
- Retardamento do obturador 30 seg.
- Tempo de fecho do obturador 1/4000 seg.
- Captura rápida de imagens (10 fotos por segundo)
- Duração da bateria STAMINA (aproximadamente 390 fotos, de acordo com norma CIPA)
- Processador de Imagens Reais - Tecnologia BIONZ
- Focagem manual e automática
- Equilíbrio de brancos manual
- Memória interna de 11 MB
- Iluminador AF